# Alessio Romagnoli
Alessio Romagnoli (Anzio, 12 gennaio 1995) è un calciatore italiano, difensore della Lazio.

## Caratteristiche tecniche
Considerato uno dei maggiori talenti della sua generazione, è un difensore centrale elegante, versatile e abile dal punto di vista tattico, capace di abbinare la tecnica individuale alla protezione del pallone. Saltuariamente impiegato come terzino sinistro all'inizio della carriera, risulta essere prezioso in fase offensiva, soprattutto per servire assist ai compagni e cambiare il gioco. Il suo idolo era Alessandro Nesta, al quale è stato spesso paragonato ad inizio carriera per le sue qualità tecniche.

## Carriera

### Club

#### Roma

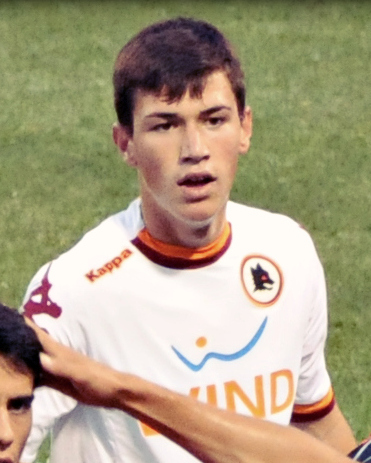
Romagnoli con la Roma nel 2012.

Originario di Anzio, cresce nel settore giovanile della Roma.
Esordisce in prima squadra l'11 dicembre 2012, sotto la guida di Zdeněk Zeman, giocando titolare nella gara di Coppa Italia vinta 3-0 contro l'Atalanta. Il 22 dicembre seguente, a 17 anni, esordisce in Serie A nella partita Roma-Milan (4-2). Alla seconda presenza in massima serie, il 3 marzo 2013, viene schierato titolare e realizza il suo primo gol in Serie A, nella gara vinta 3-1 contro il Genoa all'Olimpico.
Nella stagione seguente, con Rudi Garcia in panchina, gioca la prima gara il 16 febbraio 2014 contro la Sampdoria. Da lì in poi viene impiegato con continuità, in prevalenza come terzino sinistro, e conclude la stagione con 11 presenze in campionato.

#### Sampdoria
Il 1º settembre 2014 passa in prestito annuale alla Sampdoria. Il 14 settembre fa il suo debutto con i blucerchiati, nella partita casalinga vinta (2-0) contro il Torino. Il 24 settembre segna la sua prima rete, nella partita vinta per 2-1 contro il Chievo a Marassi. Sotto la guida del tecnico Siniša Mihajlović, si conquista presto il posto da titolare come difensore centrale e ottiene 30 presenze in campionato, realizzando 2 reti.

#### Milan

##### I primi anni (2015-2018)
L'11 agosto 2015, dopo la scadenza del prestito alla Sampdoria, si trasferisce dalla Roma al Milan a titolo definitivo per una cifra pari a 25 milioni di euro. Al Milan ritrova Mihajlović come allenatore e sceglie di indossare il numero 13. Esordisce con la maglia del Milan il 17 agosto 2015, a 20 anni, nella partita del terzo turno di Coppa Italia vinta per 2-0 a San Siro contro il Perugia. Il 23 agosto seguente debutta in campionato nella sconfitta esterna per 2-0 contro la Fiorentina. Realizza il suo primo gol con la maglia rossonera il 1º marzo 2016, nella semifinale di ritorno di Coppa Italia contro l'Alessandria vinta per 5-0 in casa. La sua prima stagione al Milan, nella quale ottiene 40 presenze totali, si conclude con la finale di Coppa Italia persa 1-0 contro la Juventus ai tempi supplementari.
Il 23 dicembre 2016 vince il suo primo trofeo da professionista, la Supercoppa italiana, in virtù della vittoria sulla Juventus a Doha, maturata ai tiri di rigore. Il 15 aprile 2017 va a segno per la prima volta in campionato con la maglia rossonera, segnando il primo gol della sua squadra, il provvisorio 2-1, nel derby di Milano conclusosi 2-2. A fine stagione il Milan guidato da Vincenzo Montella ottiene il sesto posto in campionato, qualificandosi per le coppe europee dopo tre anni di assenza.
All'inizio della sua terza stagione al Milan, il 24 agosto 2017, fa il suo esordio nelle coppe europee, giocando titolare in occasione della partita di ritorno del turno di play-off di Europa League disputata a Skopje contro lo Škendija. Durante la semifinale di ritorno di Coppa Italia, segna il rigore decisivo contro la Lazio (la partita era rimasta in pareggio 0-0 fino ai tempi supplementari) per l'accesso alla finale, persa poi contro la Juventus per 4-0. Romagnoli termina la stagione con 42 presenze in gare ufficiali e 3 gol, risultando uno dei migliori sotto la guida dell'allenatore Gennaro Gattuso.

##### Le stagioni da capitano (2018-2022)

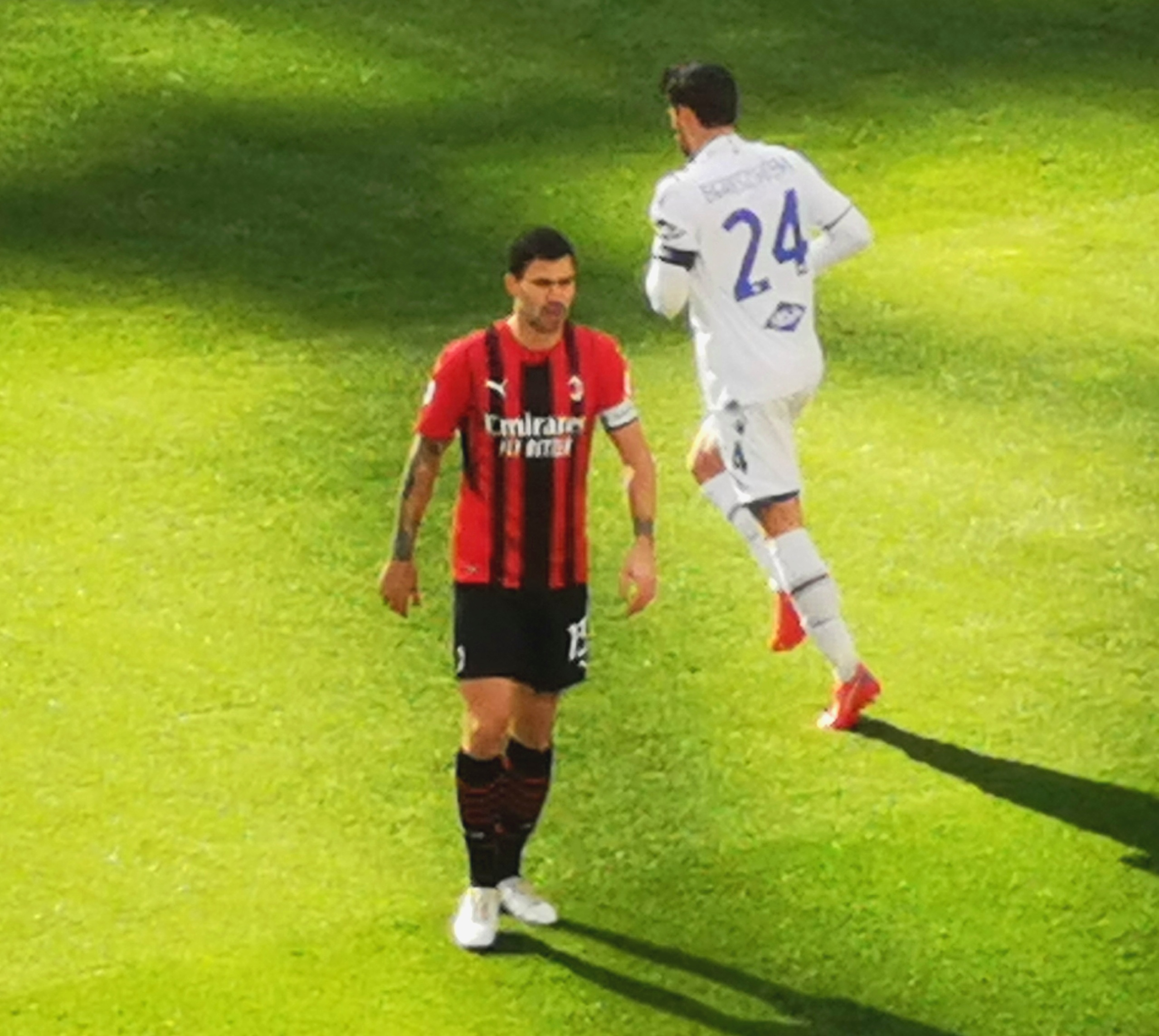
Romagnoli al Milan nel 2022.

Dalla stagione 2018-2019, dopo il ritorno di Leonardo Bonucci alla Juventus, a soli 23 anni viene designato come nuovo capitano, risultando per il secondo anno consecutivo uno dei migliori della squadra. Nel gennaio 2019 disputa la sfida di Supercoppa italiana, persa 1-0 contro la Juventus a Gedda. Realizza due reti in campionato nei successi contro Genoa (in questa gara aveva pure segnato un'autorete) e Udinese.
Nella stagione 2019-2020 il Milan viene escluso dalla partecipazione all'Europa League, che era stata conquistata sul campo con il quinto posto della stagione precedente, per avere violato le norme del fair play finanziario. L'avvio difficile in campionato porta all'esonero del nuovo allenatore Marco Giampaolo e l'arrivo in panchina di Stefano Pioli; Romagnoli si conferma tuttavia leader dello spogliatoio e punto fisso in campo, ottenendo 35 presenze in campionato.
Nella stagione 2020-2021 esordisce in occasione del derby vinto per 2-1 alla 4ª giornata, dopo aver recuperato da una lesione al polpaccio sopraggiunta nel finale della stagione precedente. Nel girone di ritorno, dopo alcune prove negative, perde il posto da titolare a vantaggio di Fikayo Tomori, arrivato a gennaio in prestito dal Chelsea. Termina la stagione, nella quale il Milan ottiene il secondo posto, con 22 presenze in campionato.
L'annata successiva lo vede esordire da titolare in Champions League, nella gara della fase a gironi persa per 1-2 in casa contro l'Atlético Madrid. Dopo un inizio di stagione in cui parte inizialmente come alternativa, ritrova la titolarità a partire dal mese di dicembre, in seguito al grave infortunio occorso a Simon Kjær. Nella seconda parte di stagione soffre di problemi fisici e perde il posto da titolare a favore di Pierre Kalulu. Al termine della stagione festeggia la vittoria del suo primo campionato, e da capitano ha l'onore di sollevare la Coppa Campioni d'Italia, il suo secondo titolo con i rossoneri. Terminato il contratto, il difensore lascia il club milanese dopo sette anni, avendo collezionato 247 presenze e 10 gol tra tutte le competizioni.

#### Lazio
Il 12 luglio 2022 Romagnoli fa ritorno a Roma, stavolta nella Lazio, firmando un contratto quinquennale. Come già al Milan prende il numero 13, indossato in passato dal suo idolo giovanile Nesta. Esordisce con la Lazio guidata da Maurizio Sarri il 14 agosto, in occasione della partita di Serie A vinta per 2-1 in casa contro il Bologna. Il 2 ottobre 2022 realizza il suo primo gol con i biancazzurri, nella partita di campionato vinta 4-0 contro lo Spezia all'Olimpico. Titolare al centro della difesa, contribuisce al 2º posto in campionato della Lazio. 
Il 7 novembre 2024 trova la sua prima rete nelle competizioni europee, aprendo le marcature nel successo per 2-1 contro il Porto nella quarta giornata della fase campionato di UEFA Europa League.

### Nazionale

#### Nazionali giovanili
Dopo aver effettuato la trafila delle nazionali giovanili, esordisce in nazionale Under-21 il 5 marzo 2014, nella gara contro l'Irlanda del Nord valida per le qualificazioni all'Europeo 2015. Partecipa all'Europeo Under-21 2015 in Repubblica Ceca, nel quale l'Under-21 viene eliminata nella fase a gironi.
Realizza il suo primo gol con l'Under-21 nel ciclo successivo, il 24 marzo 2016, nella partita di qualificazione all'Europeo 2017 contro l'Irlanda vinta 4-1 a Waterford. Nel maggio 2017 un problema al ginocchio gli impedisce di prendere parte all'Europeo Under-21 in programma in Polonia.

#### Nazionale maggiore
Il 27 agosto 2016 viene convocato per la prima volta in nazionale maggiore, dal commissario tecnico Gian Piero Ventura, per le gare contro Francia e Israele venendo, però, successivamente riaggregato all'Under-21. Esordisce in nazionale il 6 ottobre 2016, a 21 anni, giocando titolare nella partita pareggiata 1-1 contro la Spagna a Torino, valevole per le qualificazioni al Mondiale 2018. Inizialmente trova spazio in alcune gare, ma nel novembre 2017 non viene inserito dal CT Ventura nella lista dei convocati per le due partite dei play-off per l'accesso al campionato mondiale, nelle quali l'Italia viene eliminata.
Dopo più di un anno di assenza, torna in campo con la maglia dell'Italia il 28 maggio 2018, nella partita di esordio del CT Roberto Mancini, che lo schiera come titolare nell'amichevole vinta 2-1 contro l'Arabia Saudita. Il 15 ottobre 2019, realizza il suo primo gol in nazionale, nella partita di qualificazione a Euro 2020 vinta 5-0 in trasferta contro il Liechtenstein a Vaduz. Realizza un gol anche il successivo 18 novembre, nella gara di qualificazione vinta per 9-1 contro l'Armenia che permette alla nazionale di stabilire numerosi record.
Il 26 gennaio 2022, a distanza di più di un anno dall'ultima volta e in seguito alle indisponibilità di Bastoni e Scalvini, viene convocato nuovamente da Mancini per uno stage in vista degli spareggi delle qualificazioni al Mondiale 2022. Riceve una nuova convocazione nel marzo 2023, e quasi tre anni e mezzo dopo la sua ultima presenza, torna in campo con la nazionale il 26 marzo 2023 giocando titolare nella gara delle qualificazioni a Euro 2024 vinta per 2-0 in trasferta contro Malta.

## Statistiche

### Presenze e reti nei club
Statistiche aggiornate al 25 maggio 2025.
| Stagione        | Squadra         | Campionato      | Campionato | Campionato | Coppe nazionali | Coppe nazionali | Coppe nazionali | Coppe continentali | Coppe continentali | Coppe continentali | Altre coppe | Altre coppe | Altre coppe | Totale | Totale |
| Stagione        | Squadra         | Comp            | Pres       | Reti       | Comp            | Pres            | Reti            | Comp               | Pres               | Reti               | Comp        | Pres        | Reti        | Pres   | Reti   |
| --------------- | --------------- | --------------- | ---------- | ---------- | --------------- | --------------- | --------------- | ------------------ | ------------------ | ------------------ | ----------- | ----------- | ----------- | ------ | ------ |
| 2012-2013       | Roma            | A               | 2          | 1          | CI              | 1               | 0               | -                  | -                  | -                  | -           | -           | -           | 3      | 1      |
| 2013-2014       | Roma            | A               | 11         | 0          | CI              | 0               | 0               | -                  | -                  | -                  | -           | -           | -           | 11     | 0      |
| Totale Roma     | Totale Roma     | Totale Roma     | 13         | 1          |                 | 1               | 0               |                    | -                  | -                  |             | -           | -           | 14     | 1      |
| 2014-2015       | Sampdoria       | A               | 30         | 2          | CI              | 1               | 0               | -                  | -                  | -                  | -           | -           | -           | 31     | 2      |
| 2015-2016       | Milan           | A               | 34         | 0          | CI              | 6               | 1               | -                  | -                  | -                  | -           | -           | -           | 40     | 1      |
| 2016-2017       | Milan           | A               | 27         | 1          | CI              | 1               | 0               | -                  | -                  | -                  | SI          | 1           | 0           | 29     | 1      |
| 2017-2018       | Milan           | A               | 28         | 2          | CI              | 5               | 1               | UEL                | 9                  | 0                  | -           | -           | -           | 42     | 3      |
| 2018-2019       | Milan           | A               | 32         | 2          | CI              | 4               | 0               | UEL                | 4                  | 0                  | SI          | 1           | 0           | 41     | 2      |
| 2019-2020       | Milan           | A               | 35         | 1          | CI              | 4               | 0               | -                  | -                  | -                  | -           | -           | -           | 39     | 1      |
| 2020-2021       | Milan           | A               | 22         | 1          | CI              | 2               | 0               | UEL                | 6                  | 0                  | -           | -           | -           | 30     | 1      |
| 2021-2022       | Milan           | A               | 19         | 1          | CI              | 2               | 0               | UCL                | 5                  | 0                  | -           | -           | -           | 26     | 1      |
| Totale Milan    | Totale Milan    | Totale Milan    | 197        | 8          |                 | 24              | 2               |                    | 24                 | 0                  |             | 2           | 0           | 247    | 10     |
| 2022-2023       | Lazio           | A               | 34         | 2          | CI              | 2               | 0               | UEL+UECL           | 4+2                | 0                  | -           | -           | -           | 42     | 2      |
| 2023-2024       | Lazio           | A               | 29         | 0          | CI              | 3               | 0               | UCL                | 6                  | 0                  | SI          | 1           | 0           | 39     | 0      |
| 2024-2025       | Lazio           | A               | 32         | 2          | CI              | 1               | 0               | UEL                | 10                 | 3                  | -           | -           | -           | 43     | 5      |
| Totale Lazio    | Totale Lazio    | Totale Lazio    | 95         | 4          |                 | 6               | 0               |                    | 22                 | 3                  |             | 1           | 0           | 124    | 7      |
| Totale carriera | Totale carriera | Totale carriera | 335        | 15         |                 | 32              | 2               |                    | 46                 | 3                  |             | 3           | 0           | 416    | 20     |

### Cronologia presenze e reti in nazionale
| Cronologia completa delle presenze e delle reti in nazionale ― Italia | Cronologia completa delle presenze e delle reti in nazionale ― Italia | Cronologia completa delle presenze e delle reti in nazionale ― Italia | Cronologia completa delle presenze e delle reti in nazionale ― Italia | Cronologia completa delle presenze e delle reti in nazionale ― Italia | Cronologia completa delle presenze e delle reti in nazionale ― Italia | Cronologia completa delle presenze e delle reti in nazionale ― Italia | Cronologia completa delle presenze e delle reti in nazionale ― Italia |
| Data                                                                  | Città                                                                 | In casa                                                               | Risultato                                                             | Ospiti                                                                | Competizione                                                          | Reti                                                                  | Note                                                                  |
| --------------------------------------------------------------------- | --------------------------------------------------------------------- | --------------------------------------------------------------------- | --------------------------------------------------------------------- | --------------------------------------------------------------------- | --------------------------------------------------------------------- | --------------------------------------------------------------------- | --------------------------------------------------------------------- |
| 6-10-2016                                                             | Torino                                                                | Italia                                                                | 1 – 1                                                                 | Spagna                                                                | Qual. Mondiali 2018                                                   | -                                                                     |                                                                       |
| 9-10-2016                                                             | Skopje                                                                | Macedonia                                                             | 2 – 3                                                                 | Italia                                                                | Qual. Mondiali 2018                                                   | -                                                                     |                                                                       |
| 12-11-2016                                                            | Vaduz                                                                 | Liechtenstein                                                         | 0 – 4                                                                 | Italia                                                                | Qual. Mondiali 2018                                                   | -                                                                     |                                                                       |
| 15-11-2016                                                            | Milano                                                                | Italia                                                                | 0 – 0                                                                 | Germania                                                              | Amichevole                                                            | -                                                                     | 46’                                                                   |
| 28-3-2017                                                             | Amsterdam                                                             | Paesi Bassi                                                           | 1 – 2                                                                 | Italia                                                                | Amichevole                                                            | -                                                                     |                                                                       |
| 28-5-2018                                                             | San Gallo                                                             | Italia                                                                | 2 – 1                                                                 | Arabia Saudita                                                        | Amichevole                                                            | -                                                                     |                                                                       |
| 4-6-2018                                                              | Torino                                                                | Italia                                                                | 1 – 1                                                                 | Paesi Bassi                                                           | Amichevole                                                            | -                                                                     |                                                                       |
| 10-9-2018                                                             | Lisbona                                                               | Portogallo                                                            | 1 – 0                                                                 | Italia                                                                | UEFA Nations League 2018-2019 - 1º turno                              | -                                                                     |                                                                       |
| 26-3-2019                                                             | Parma                                                                 | Italia                                                                | 6 – 0                                                                 | Liechtenstein                                                         | Qual. Euro 2020                                                       | -                                                                     |                                                                       |
| 5-9-2019                                                              | Erevan                                                                | Armenia                                                               | 1 – 3                                                                 | Italia                                                                | Qual. Euro 2020                                                       | -                                                                     |                                                                       |
| 15-10-2019                                                            | Vaduz                                                                 | Liechtenstein                                                         | 0 – 5                                                                 | Italia                                                                | Qual. Euro 2020                                                       | 1                                                                     |                                                                       |
| 18-11-2019                                                            | Palermo                                                               | Italia                                                                | 9 – 1                                                                 | Armenia                                                               | Qual. Euro 2020                                                       | 1                                                                     |                                                                       |
| 26-3-2023                                                             | Ta' Qali                                                              | Malta                                                                 | 0 – 2                                                                 | Italia                                                                | Qual. Euro 2024                                                       | -                                                                     |                                                                       |
| Totale                                                                |                                                                       | Presenze                                                              | 13                                                                    |                                                                       | Reti                                                                  | 2                                                                     |                                                                       |

| Cronologia completa delle presenze e delle reti in nazionale ― Italia under 21 | Cronologia completa delle presenze e delle reti in nazionale ― Italia under 21 | Cronologia completa delle presenze e delle reti in nazionale ― Italia under 21 | Cronologia completa delle presenze e delle reti in nazionale ― Italia under 21 | Cronologia completa delle presenze e delle reti in nazionale ― Italia under 21 | Cronologia completa delle presenze e delle reti in nazionale ― Italia under 21 | Cronologia completa delle presenze e delle reti in nazionale ― Italia under 21 | Cronologia completa delle presenze e delle reti in nazionale ― Italia under 21 |
| Data                                                                           | Città                                                                          | In casa                                                                        | Risultato                                                                      | Ospiti                                                                         | Competizione                                                                   | Reti                                                                           | Note                                                                           |
| ------------------------------------------------------------------------------ | ------------------------------------------------------------------------------ | ------------------------------------------------------------------------------ | ------------------------------------------------------------------------------ | ------------------------------------------------------------------------------ | ------------------------------------------------------------------------------ | ------------------------------------------------------------------------------ | ------------------------------------------------------------------------------ |
| 5-3-2014                                                                       | Lurgan                                                                         | Irlanda del Nord under 21                                                      | 0 – 2                                                                          | Italia under 21                                                                | Qual. Europeo Under-21 2015                                                    | -                                                                              | 45’                                                                            |
| 13-8-2014                                                                      | Ploiești                                                                       | Romania under 21                                                               | 2 – 1                                                                          | Italia under 21                                                                | Amichevole                                                                     | -                                                                              | 77’                                                                            |
| 27-3-2015                                                                      | Paderborn                                                                      | Germania under 21                                                              | 2 – 2                                                                          | Italia under 21                                                                | Amichevole                                                                     | -                                                                              | 46’                                                                            |
| 30-3-2015                                                                      | Benevento                                                                      | Italia under 21                                                                | 0 – 1                                                                          | Serbia under 21                                                                | Amichevole                                                                     | -                                                                              |                                                                                |
| 21-6-2015                                                                      | Uherské Hradiště                                                               | Italia under 21                                                                | 0 – 0                                                                          | Portogallo under 21                                                            | Europeo Under-21 2015 - 1º turno                                               | -                                                                              | 87’                                                                            |
| 24-6-2015                                                                      | Olomouc                                                                        | Inghilterra under 21                                                           | 1 – 3                                                                          | Italia under 21                                                                | Europeo Under-21 2015 - 1º turno                                               | -                                                                              |                                                                                |
| 8-9-2015                                                                       | Reggio Emilia                                                                  | Italia under 21                                                                | 1 – 0                                                                          | Slovenia under 21                                                              | Qual. Europeo Under-21 2017                                                    | -                                                                              |                                                                                |
| 8-10-2015                                                                      | Capodistria                                                                    | Slovenia under 21                                                              | 0 – 3                                                                          | Italia under 21                                                                | Qual. Europeo Under-21 2017                                                    | -                                                                              |                                                                                |
| 13-10-2015                                                                     | Vicenza                                                                        | Italia under 21                                                                | 1 – 0                                                                          | Irlanda under 21                                                               | Qual. Europeo Under-21 2017                                                    | -                                                                              |                                                                                |
| 13-11-2015                                                                     | Novi Sad                                                                       | Serbia under 21                                                                | 1 – 1                                                                          | Italia under 21                                                                | Qual. Europeo Under-21 2017                                                    | -                                                                              | 80’                                                                            |
| 17-11-2015                                                                     | Castel di Sangro                                                               | Italia under 21                                                                | 2 – 0                                                                          | Lituania under 21                                                              | Qual. Europeo Under-21 2017                                                    | -                                                                              |                                                                                |
| 24-3-2016                                                                      | Waterford                                                                      | Irlanda under 21                                                               | 1 – 4                                                                          | Italia under 21                                                                | Qual. Europeo Under-21 2017                                                    | 1                                                                              |                                                                                |
| 29-3-2016                                                                      | Andorra la Vella                                                               | Andorra under 21                                                               | 0 – 1                                                                          | Italia under 21                                                                | Qual. Europeo Under-21 2017                                                    | -                                                                              |                                                                                |
| 2-9-2016                                                                       | Vicenza                                                                        | Italia under 21                                                                | 1 – 1                                                                          | Serbia under 21                                                                | Qual. Europeo Under-21 2017                                                    | -                                                                              |                                                                                |
| 6-9-2016                                                                       | La Spezia                                                                      | Italia under 21                                                                | 3 – 0                                                                          | Andorra under 21                                                               | Qual. Europeo Under-21 2017                                                    | -                                                                              |                                                                                |
| Totale                                                                         |                                                                                | Presenze                                                                       | 15                                                                             |                                                                                | Reti                                                                           | 1                                                                              |                                                                                |

## Palmarès

### Club
- Supercoppa italiana: 1

Milan: 2016
- Campionato italiano: 1

Milan: 2021-2022

### Individuale
- Premio Gentleman: 2

2018, 2019